# 西田吉洋
西田 吉洋（にしだ よしひろ、1973年1月30日 - ）は、日本プロポケットビリヤード連盟所属のプロビリヤード選手（第44期生）、元プロサッカー選手。愛媛県南宇和郡愛南町出身。
東京ヴェルディ時代に付けられたキャッチコピーは「爆走機関車」。

## 来歴

### サッカー選手として
小学校3年よりサッカーを始める。南宇和高校時代の1年上に大西貴、同期に實好礼忠がいる。2年次の1989年に高校選手権優勝、3年次に高校総体準優勝に、いずれも大会最多得点をマークする活躍で貢献。
同志社大学在学中はサッカー部に所属。3年次に全日本大学サッカー選手権大会で得点王をマークする活躍で、同校初の決勝戦進出を牽引。また、ユニバーシアード（バッファロー大会）の日本代表フォワードとして活躍した。1995年、卒業と同時にサンフレッチェ広島へ入団。同期に久保竜彦、大木勉、山根巌、吉村光示、萩野英明、三浦和俊、水田月満、玉田真人。当初はフォワードとしてプレーしていた。
1996年に京都パープルサンガに期限付き移籍、翌年完全移籍。右サイドバックにコンバートされてから頭角を現し、1997年には日本代表候補に選出された。
1998年にはアビスパ福岡に期限付き移籍、J1参入決定予備戦（対川崎フロンターレ）において、ロスタイムにボールを奪い、劇的な同点劇（試合は延長で逆転勝利）のきっかけを作った。1999年に完全移籍。
2000年、ヴェルディ川崎（翌年より東京ヴェルディ1969に改称）に移籍。2002年7月、西田、前園真聖、石塚啓次の3選手がクラブより戦力外通告を受けたと報じられた。スポーツ新聞には、3選手の練習態度に不満を持っていた監督のロリが改善を求めたものの聞き入れられなかったという東京V関係者の談話が掲載された。
2002年7月からコンサドーレ札幌に期限付き移籍。古巣東京Vに恩返しゴールを決めるなど活躍したがチームはJ2降格。2003年は完全移籍したが同年限りで戦力外通告を受け退団。移籍先は見つからず事実上の引退となった。
2005年12月14日、地元のクラブ愛媛FCがJ2参入に伴いセレクションを実施、参加するも合格に至らなかった。

### ビリヤードプレイヤーへの転向
2006年6月頃、移り住んだ京都でマイキューを持った友達に誘われてビリヤードと出会う。負けたのが悔しくて一人で練習をするようになった。曲球で世界的に有名な木村義一が経営するビリヤード場「白ばら」（2008年5月末に閉店）のことを行き着けの美容室で知って訪れた。木村の人柄に触れ、同店に通って練習を重ねるようになった。「10月までにマスワリを出す」と宣言し、プロや常連に指導を受けながら10月23日に達成した。
2007年6月、ビリヤードの公式戦「全日本アマチュアナインボール選手権（B級の部）」へ初参加し、5位に入賞した。西田はCUE'S誌上でプロになる決意を述べている。2009年には同誌においてプロを目指す企画へ参加。同年、日本プロポケットビリヤード連盟のプロ試験に合格し、第44期生となった。

## 所属クラブ
- 南宇和高校
- 同志社大学
- 1995年 - 1996年 サンフレッチェ広島
  - 1996年 京都パープルサンガ（期限付き移籍）
- 1997年 - 1998年 京都パープルサンガ
  - 1998年 アビスパ福岡（期限付き移籍）
- 1999年 アビスパ福岡
- 2000年 - 2002年 ヴェルディ川崎/東京ヴェルディ1969
  - 2002年7月 - 同年12月 コンサドーレ札幌（期限付き移籍）
- 2003年 コンサドーレ札幌

## 個人成績
| 国内大会個人成績 | 国内大会個人成績 | 国内大会個人成績 | 国内大会個人成績 | 国内大会個人成績 | 国内大会個人成績 | 国内大会個人成績 | 国内大会個人成績 | 国内大会個人成績 | 国内大会個人成績 | 国内大会個人成績 | 国内大会個人成績 |
| 年度             | クラブ           | 背番号           | リーグ           | リーグ戦         | リーグ戦         | リーグ杯         | リーグ杯         | オープン杯       | オープン杯       | 期間通算         | 期間通算         |
| 年度             | クラブ           | 背番号           | リーグ           | 出場             | 得点             | 出場             | 得点             | 出場             | 得点             | 出場             | 得点             |
| 日本             | 日本             | 日本             | 日本             | リーグ戦         | リーグ戦         | リーグ杯         | リーグ杯         | 天皇杯           | 天皇杯           | 期間通算         | 期間通算         |
| ---------------- | ---------------- | ---------------- | ---------------- | ---------------- | ---------------- | ---------------- | ---------------- | ---------------- | ---------------- | ---------------- | ---------------- |
| 1993             | 同大             |                  | -                | -                | -                | -                | -                | 1                | 1                | 1                | 1                |
| 1995             | 広島             | -                | J                | 0                | 0                | -                | -                | 0                | 0                | 0                | 0                |
| 1996             | 京都             | -                | J                | 16               | 0                | 11               | 0                | 2                | 0                | 29               | 0                |
| 1997             | 京都             | 2                | J                | 31               | 1                | 5                | 0                | 2                | 0                | 38               | 1                |
| 1998             | 福岡             | 19               | J                | 16               | 1                | 1                | 0                | 2                | 1                | 19               | 2                |
| 1999             | 福岡             | 13               | J1               | 30               | 1                | 3                | 0                | 1                | 0                | 34               | 1                |
| 2000             | V川崎            | 17               | J1               | 12               | 0                | 2                | 0                | 0                | 0                | 14               | 0                |
| 2001             | 東京V            | 3                | J1               | 26               | 2                | 2                | 0                | 0                | 0                | 28               | 2                |
| 2002             | 東京V            | 3                | J1               | 3                | 0                | 0                | 0                | 1                | 0                | 4                | 0                |
| 2002             | 札幌             | 31               | J1               | 16               | 1                | -                | -                | 1                | 0                | 17               | 1                |
| 2003             | 札幌             | 25               | J2               | 16               | 0                | -                | -                |                  |                  |                  |                  |
| 通算             | 日本             | 日本             | J1               | 150              | 6                | 24               | 0                | 9                | 1                | 183              | 7                |
| 通算             | 日本             | 日本             | J2               | 16               | 0                | -                | -                |                  |                  |                  |                  |
| 通算             | 日本             | 日本             | 他               | -                | -                | -                | -                | 1                | 1                | 1                | 1                |
| 総通算           | 総通算           | 総通算           | 総通算           | 166              | 6                | 24               | 0                |                  |                  |                  |                  |

その他の公式戦
- 1998年
  - J1参入決定戦 5試合0得点

## 代表歴
- 1997年 日本代表候補